# C8 Cartoon
 (septembre 2020).
Si vous disposez d'ouvrages ou d'articles de référence ou si vous connaissez des sites web de qualité traitant du thème abordé ici, merci de compléter l'article en donnant les références utiles à sa vérifiabilité et en les liant à la section « Notes et références ».
C8 Cartoon était une émission de télévision française pour la jeunesse diffusée depuis le 21 août 2017 jusqu'au 5 janvier 2018 pour les 6 à 11 ans.

## Principe
Cette émission ne possédait aucun présentateur.
Elle fut la seule émission pour la jeunesse de C8.

### Diffusion
L'émission était diffusée du lundi au vendredi de 6h30 à 8h, le samedi de 6h à 7h30 et les dimanches de 6h30 à 9h.

## Habillage
L'habillage de C8 Cartoon était composé du mot "Cartoon" avec chaque lettre d'une différente couleur. Les deux "O" ressemblaient à des boules de billard de couleurs noirs et blanches. Sur une boule, un C est marqué et un 8 sur l'autre.

## Programmes
- Ariol
- Copy Cut
- Kaeloo
- Les Crumpets
- Mon chevalier et moi
- Oddbods
- Pas d'école pour Grabouillon
- Petit Poilu